# Jóska Sobri
Jóska Sobri sau Jóska Zsubri (n. 1810, Ardud, România – d. 17 februarie 1837, Lápafő, Dombóvári járás, Regatul Ungariei, Imperiul Austriac), născut cu numele de József Pap, a fost un bandit celebru care a devenit un haiduc legendar în Transdanubia, Regatul Ungariei. La cincizeci de ani de la moarte oamenii vorbeau încă despre moartea sa și unii credeau că este încă în viață. 
Sobri, la fel ca Sándor Rózsa, este unul dintre cei mai cunoscuți bandiți maghiari.